# Стюарт (Айова)
Стюарт (англ. Stuart) — місто (англ. city) в США, в округах Гатрі і Адер штату Айова. Населення — 1782 особи (2020).

## Географія
Стюарт розташований за координатами 41°29′59″ пн. ш. 94°19′12″ зх. д. / 41.49972° пн. ш. 94.32000° зх. д. (41.499631, -94.320056).  За даними Бюро перепису населення США в 2010 році місто мало площу 6,67 км², уся площа — суходіл. В 2017 році площа становила 7,13 км², уся площа — суходіл.

## Демографія
Згідно з переписом 2010 року, у місті мешкало 1648 осіб у 667 домогосподарствах у складі 423 родин. Густота населення становила 247 осіб/км².  Було 746 помешкань (112/км²).
Расовий склад населення:
| - 97,1 % — білих - 0,4 % — чорних або афроамериканців - 0,2 % — корінних американців - 0,2 % — азіатів |

До двох чи більше рас належало 1,6 %. Частка іспаномовних становила 2,5 % від усіх жителів.
За віковим діапазоном населення розподілялося таким чином: 24,5 % — особи молодші 18 років, 55,1 % — особи у віці 18—64 років, 20,4 % — особи у віці 65 років та старші. Медіана віку мешканця становила 41,5 року. На 100 осіб жіночої статі у місті припадало 93,9 чоловіків;  на 100 жінок у віці від 18 років та старших — 86,7 чоловіків також старших 18 років.
Середній дохід на одне домашнє господарство  становив 46 574 долари США (медіана — 38 250), а середній дохід на одну сім'ю — 57 234 долари (медіана — 53 051). Медіана доходів становила 42 371 долар для чоловіків та 30 469 доларів для жінок. За межею бідності перебувало 21,2 % осіб, у тому числі 30,1 % дітей у віці до 18 років та 19,6 % осіб у віці 65 років та старших.
Цивільне працевлаштоване населення становило 703 особи. Основні галузі зайнятості: освіта, охорона здоров'я та соціальна допомога — 23,0 %, виробництво — 14,2 %, роздрібна торгівля — 13,4 %.